# Helodon protus
Helodon protus är en tvåvingeart som beskrevs av Adler, Currie och Wood 2004. Helodon protus ingår i släktet Helodon och familjen knott.
Artens utbredningsområde är Idaho. Inga underarter finns listade i Catalogue of Life.